# Ben Dörr
Ben Dörr (geboren am 25. Januar 2005 in Lich) ist ein deutscher Automobilrennfahrer. 2024 ist der 19-jährige als McLaren Junior Pro Driver mit McLaren und Dörr Motorsport in der DTM am Start. Im Jahr 2022 wurde Dörr Vizemeister in der ADAC GT4 Germany.

## Familie
Ben Dörr ist der Sohn von Evelyn und Rainer Dörr (einem ehemaligen Motocross-Fahrer), die gemeinsam die Dörr Group führen. Sein älterer Bruder Phil Dörr ist ebenfalls Automobilrennfahrer und in der Dörr Group tätig.

## Karriere

### Kartsport
2011 beginnt die Karriere Ben Dörrs im Kartsport. Nach seiner ersten professionellen Saison 2014 in der MICRO-Klasse des Rhein-Main Kart Cups, kann er bereits 2015 dort seinen ersten Titel einfahren. In der gleichen Saison wird Dörr noch Vizemeister in der MICRO-Klasse der Rotax Max Challenge. 2016 holt der Deutsche den Titel in der Rotax Max Challenge in der Mini-Klasse und im Jahr darauf sichert er sich die Meisterschaft in der Junior-Klasse.
Im Jahr 2018 geht Dörr mit dem Gesamtsieg der ADAC Kart Masters in der Klasse OK Junior und einem 3. Gesamtrang in der Deutschen Kart Meisterschaft. 2019 gewinnt er als erster Rookie-Gesamtsieger und jüngster Sieger aller Zeiten, den Titel der ADAC Kart Masters in der Klasse OK Senior. Im der gleichen Saison fährt Ben Dörr im Qualifying des CIK FIA World Championships auf den siebten Rang.

### GT-Sport
Im Jahr 2021 wechselt Dörr vom Kart ins Rennauto. Im Rahmen der ADAC GT4 Germany geht der Deutsche mit Dörr Motorsport auf einem McLaren GT4 beziehungsweise einem Aston Martin Vantage GT4 an den Start. Am Nürburgring kann er sich bereits in seiner ersten Saison die Pole-Position im Qualifying sichern. 2022 wird Ben Dörr an der Seite von Romain Leroux mit Dörr Motorsport in seiner zweiten Saison den Vizemeistertitel in der ADAC GT4 Germany auf einem Aston Martin Vantage GT4.
2023 startete Ben Dörr ebenfalls in der ADAC GT4 Germany, beendete die Saison jedoch vorzeitig. Nach dem Rückzug aus der Deutschen GT4-Meisterschaft legte Dörr seinen Fokus auf den Start in der Nürburgring Langstrecken-Serie, bei dem er in einem Aston Martin Vantage GT3 zum Einsatz bringt. Im selben Jahr startet er erstmals beim 24-Stunden-Rennen auf dem Nürburgring.
Seit 2024 ist Ben Dörr McLaren Junior Pro Driver und geht gemeinsam mit der britischen Traditionsmarke und Dörr Motorsport in der DTM an den Start. Die DTM-Saison 2024 beendete er auf dem letzten Platz.
Im Rahmen der ADAC Ravenol 24-Stunden Nürburgring 2024 startete der Deutsche in der SPX-Klasse auf einem KTM X-Bow GT2 und belegte den 31. Gesamtrang sowie den ersten Platz in seiner Klasse. Das Fahrzeug teilte er sich mit Fabian Vettel, Christian Gebhardt und Max Hofer.

## Privatleben
Neben seiner Karriere als Rennfahrer ist Ben Dörr seit 2024 ein ausgebildeter Kfz-Mechatroniker. Er unterstützt sein Team bei der technischen Arbeit am Fahrzeug und kümmert sich um die Herstellung von Aufklebern.

## Statistik

### Karrierestationen
| - 2016–2022 Kartsport - 2021–2023 ADAC GT4 Germany - 2023 24-Stunden-Rennen auf dem Nürburgring - 2024, 2025 DTM - 2024 24-Stunden-Rennen auf dem Nürburgring |